# アルフレト・ヴォイチェフ・ポトツキ
アルフレト・ヴォイチェフ・ポトツキ（Alfred Wojciech Potocki, 1786年3月4日 - 1862年12月23日）は、ポーランドの貴族、政治家。伯爵。小説家ヤン・ポトツキ（ユゼフ・ポトツキの曽孫）の長男。ワンツト（Łańcut）の初代オルディナト。

## 生涯
ヤン・ポトツキとその妻でスタニスワフ・ルボミルスキ公爵の娘であるユリア・ルボミルスカ公女（Julia Potocka）の間の長男として生まれた。母が若くして死んだため、弟のアルトゥルとともに母方の祖母イザベラ・ルボミルスカ公爵夫人（Izabela Lubomirska）の手許で養育された。1822年に祖母イザベラが死ぬと、ワンツトを始めとする広大な所領を相続した。ワルシャワ大公国の軍隊に入り、1812年ロシア戦役には自弁で一個連隊を用意して参加した。一方でオーストリア帝冠領ガリツィア王国に官僚として出仕、1808年から1810年、また1831年の2度にわたって財務長官を、1834年に宮内長官を務めた。ガリツィア国務評議会の評議員、ガリツィア王国議会の国会議員でもあった。
1814年にユゼフィナ・マリア・チャルトリスカ公女（1787年 - 1862年）と結婚し、間に2男3女の5人の子女をもうけた。長女のユリア・ポトツカ（1818年 - 1895年）はリヒテンシュタイン侯子フランツ・デ・パウラに嫁ぎ、リヒテンシュタイン侯フランツ・ヨーゼフ2世の曾祖母となった。次男のアルフレト・ユゼフ・ポトツキ（1822年 - 1889年）はツィスライタニエン首相、ガリツィア総督を務めた。